# Orgelkaktussläktet
Orgelkaktussläktet (Stenocereus) är ett suckulent växtsläkte inom familjen kaktusväxter. Släktet består av 23 arter och är trädlika eller kolonnlika i växtsättet, och har vissa arter har vackra blommor. Dessa är vanligtvis vita och klocklika och slår ut högt upp på de blågröna stammarna under våren eller sommaren.
En art, dolkkaktusen (S. gummosus), har använts inom fiske i norra Mexiko. Dess giftiga växtsaft är bedövande för fiskar och genom att kasta delar av stammen i vattnet utförs själva fisket.

## Förekomst
Orgelkaktussläktet naturliga förekomst är Mexiko, Kuba, Västindien och Venezuela.

## Odling
Orgelkaktusar är frostkänsliga och behöver en varm plats under växtperioden. De trivs bäst i väldränerad, humusjord, och behöver mycket solljus. Förökas bäst med frö tidigt på våren, eller genom stickling på sommaren. Angrepp av bladlöss och sköldlöss förekommer.